# ديما موسى
ديما موسى (مواليد 1978) هي محامية سورية، ومناصرة لحقوق المرأة، وسياسية، وهي عضوة في المعارضة السياسية السورية، كانت نائبة لرئيس الائتلاف الوطني لقوى الثورة والمعارضة السورية من أيار/ مايو 2018 وحتى تموز/ يوليو 2020.

## النشأة والتعليم
ولدت ديما موسى في حلب لعائلة أصلها من حمص. هي مسيحية الأصل. غادرت ديما سوريا مع عائلتها في التسعينيات، عندما كان عمرها 15 عاما؛ وذلك بسبب ممارسات النظام الحاكم في فترة حافظ الأسد.
حصلت ديما موسى على شهادة بكالوريوس في الهندسة الكهربائية من جامعة إلينوي في إربانا-شامبين ودكتوراه في القانون من جامعة دي بول.

## الحياة المهنية
مارست ديما مهنة المحاماة في الولايات المتحدة حتى أواخر 2012، عندما تفرغت للعمل في الشأن السوري والعمل السياسي، وتُعتبر ديما نسوية حيث تركز في عملها السياسي على مناصرة حقوق المرأة. خلال دراستها الحقوق، تطوعت ديما مع معهد حقوق الإنسان بجامعة دي بول وكان تركيز اهتمامها ونشاطاتها على حقوق المرأة العربية، وبدأت العمل مع النشطاء السوريين بعد الانتفاضة السورية في عام 2011، وأصبحت عضوة في المعارضة السورية في وقت لاحق من ذلك العام. كما كانت متحدثة باسم المجلس الثوري لحمص، وهو مجموعة من الناشطين السياسيين والمدنيين في مدينة حمص. كانت ديما أحد الأعضاء المؤسسين للمجلس الوطني السوري في عام 2011. وفي عام 2014، كانت المتحدثة باسم اتحاد أحياء حمص، وهي مجموعة من الناشطين في حمص، وركزت في ظهورها باسم المجموعة آنذاك على الأوضاع الإنسانية الكارثية وانتهاكات حقوق الإنسان في المدينة خلال فترة الحصار، كما نوهت آنذاك في الإعلام على أن المساعدات الإنسانية لم تصل المدينة منذ كانون الأول/ ديسمبر 2012.
انضمت ديما إلى الائتلاف الوطني لقوى الثورة والمعارضة السورية في تشرين الأول/ أكتوبر 2016، وهي عضوة مؤسسة للحركة السياسية النسائية السورية التي تأسست في تشرين الأول/ أكتوبر 2017، وكانت عضوة في الأمانة العامة للحركة منذ تأسيسها وحتى منتصف 2020.
شاركت ديما في قافلة الضمير، في أيار/ مايو 2018، والتي هدفت إلى تسليط الضوء على انتهاكات حقوق الإنسان ضد المرأة في سوريا وبالأخص النساء المعتقلات لدى الحكومة السورية. وفي اليوم العالمي للمرأة 2018، شاركت في توجيه نداء لنساء العالم للمشاركة في اعتصامات لتسليط الضوء على معاناة النساء السوريات في ظل نظام الأسد، منبهةً إلى إستمرار الصمت الدولي على القتل، الاحتجاز، الاختطاف، والاغتصاب الذي تتعرض له النساء السوريات. تم انتخاب ديما نائبةً لرئيس الائتلاف الوطني السوري إلى جانب كل من عبد الباسط حمو وبدر جاموس في أيار/ مايو 2018، ورئيس الائتلاف آنذاك عبد الرحمن مصطفى، وبقيت في المنصب لدورتين انتخابيتين حتى تموز/ يوليو 2020.
في حزيران/ يونيو 2018، شاركت ديما في حملة مناصرة بعد أن صدر القانون رقم 10 في سوريا، والذي كان له تأثير على حقوق الملكية في سوريا وكان أداة إضافية في منع اللاجئين السوريين من العودة إلى مساكنهم، وتحدثت ضمن هذه الحملة وفي ظل هذه الممارسات حول عدم جدية الحكومة السورية في الانخراط بالعملية السياسية والانتقال السياسي.
كانت ديما أحد أعضاء اللجنة الدستورية السورية التي تم تشكيلها في تشرين الأول/ أكتوبر 2019، وهي عضوة في اللجنة المصغرة / لجنة الصياغة في اللجنة الدستورية.

## حياتها المهنية
موسي هي محامية وتعتبر «نسوية ليبرالية». وقد عملت مع معهد قانون حقوق الإنسان في جامعة دي بول حيث ارتكز عملها على حقوق النساء العربيات. وقد بدأت تعمل مع النشطاء السوريين عقي الثورة السورية عام 2011، وأصبحت عضوة في المعارضة السورية في وقت لاحق من العام. كما كانت متحدثة باسم المجلس الثوري لمدينة حمص.
كانت موسى عضو مؤسس في المجلس الوطني السوري. وفي 2014، أصبحت متحدثة باسم مجموعة الناشطين (Homs Quarters Union)، وركزت حول الأوضاع الإنسانية الكارثية آنذاك في المدينة نتيجة الحصار وعدم وصول المساعدات الإنسانية إلى المدينة.
انضمت موسى إلى الائتلاف الوطني لقوى الثورة والمعارضة السورية في تشرين الأول/ أكتوبر 2016. وهي عضوة مؤسسة في الحركة السياسية النسوية السورية التي تأسست في تشرين الأول/ أكتوبر 2017.
شاركت ديما في قافلة الضمير (Conscience Convoy)، في أيار/ مايو 2018، وتحدثت ضمن هذا النشاط عن انتهاكات حقوق الإنسان التي ترتكب ضد النساء في سوريا. وفي اليوم العالمي للمرأة عام 2018، دعت موسى النساء في جميع أنحاء العالم إلى المشاركة في اعتصامات لتسليط الضوء على معاناة النساء السوريات تحت نظام الأسد، واستمرار الصمت الدولي حيال القتل، والاحتجاز، والخطف، والاغتصاب الذي تتعرضن له.
في أيار/ مايو 2018 انتخبت موسى نائبةً لرئيس الائتلاف الوطني لقوى الثورة والمعارضة السورية إلى جانب عبد الباسط حمو وبدر جموس وتحت رئاسة عبد الرحمن مصطفى.
في حزيران/ يونيو 2018 شاركت ديما في تسليط الضوء على القانون رقم 10 الذي صدر في سوريا والذي كان له تأثيراً كبيراً على قدرة اللاجئين من العودة إلى ديارهم، وأشارت في هذا السياق إلى أنه لا يوجد لدى الحكومة السورية الجدية في الانخراط في العملية السياسية والانتقال السياسي.

## حياتها الشخصية
تتحدث موسى العربية، والإنجليزية، والأشورية.